# Potentilla evestita
Potentilla evestita är en rosväxtart som beskrevs av Nathanael Matthaeus von Wolf. Potentilla evestita ingår i Fingerörtssläktet som ingår i familjen rosväxter. Utöver nominatformen finns också underarten P. e. orthotricha.